# Campeonato Mundial de Snowboard de 2011 - Slopestyle feminino
A prova do slopestyle feminino do Campeonato Mundial de Snowboard de 2011 foi disputado  no dia 22 de janeiro na estação de esqui La Molina, localizado na cidade de Alp na Espanha.

## Medalhistas
| Ouro                 | Prata                  | Bronze               |
| Enni Rukajärvi (FIN) | Šárka Pančochová (CZE) | Shelly Gotlieb (NZL) |

### Qualificação
A qualificação ocorreu dia 22 de janeiro.
| Colocação | Bib | Nome                 | Nacionalidade  | Descida 1 | Descida 2 | Melhor | Notas |
| --------- | --- | -------------------- | -------------- | --------- | --------- | ------ | ----- |
| 1         | 12  | Enni Rukajärvi       | Finlândia      | 26.5      | 27.9      | 27.9   | Q     |
| 2         | 1   | Šárka Pančochová     | Chéquia        | 25.3      | 14.7      | 25.3   | Q     |
| 3         | 23  | Merika Enne          | Finlândia      | 5.6       | 21.2      | 21.2   | Q     |
| 4         | 6   | Allyson Carroll      | Estados Unidos | 18.3      | 14.2      | 18.3   | Q     |
| 5         | 16  | Stefi Luxton         | Nova Zelândia  | 9.9       | 18.0      | 18.0   | Q     |
| 6         | 20  | Saana Pehkonen       | Finlândia      | 17.5      | 8.8       | 17.5   | Q     |
| 7         | 25  | Charlotte Van Gils   | Países Baixos  | 15.4      | 17.4      | 17.4   | Q     |
| 8         | 4   | Klaudia Medlova      | Eslováquia     | 4.3       | 17.3      | 17.3   | Q     |
| 9         | 3   | Shelly Gotlieb       | Nova Zelândia  | 16.1      | 17.1      | 17.1   | Q     |
| 10        | 24  | Kendall Brown        | Nova Zelândia  | 10.2      | 16.3      | 16.3   |       |
| 11        | 9   | Pia Muesburger       | Áustria        | 12.9      | 15.2      | 15.2   |       |
| 12        | 10  | Faye Gulini          | Estados Unidos | 11.5      | 15.1      | 15.1   |       |
| 13        | 8   | Anja Stefan          | Croácia        | 2.2       | 14.9      | 14.9   |       |
| 14        | 11  | Samm Denena          | Canadá         | 14.7      | 11.3      | 14.7   |       |
| 15        | 22  | Mimmi Sandstrom      | Suécia         | 4.2       | 10.4      | 10.4   |       |
| 16        | 2   | Marta Jekot          | África do Sul  | 9.8       | 9.4       | 9.8    |       |
| 17        | 14  | Alexandra Duckworth  | Canadá         | 6.4       | 8.5       | 8.5    |       |
| 18        | 15  | Lou Chabelard        | França         | 5.2       | 7.6       | 7.6    |       |
| 19        | 5   | Diane Rudge          | Canadá         | 5.7       | 7.2       | 7.2    |       |
| 20        | 17  | Cecilia Larsen       | Suécia         | 6.2       | DNS       | 6.2    |       |
| 21        | 21  | Tiina Lindstrom      | Finlândia      | 2.4       | 4.8       | 4.8    |       |
| 22        | 26  | Rebecca Sinclair     | Nova Zelândia  | 1.5       | DNS       | 1.5    |       |
| 23        | 7   | Mirabelle Thovex     | França         |           |           | DNS    |       |
| 24        | 13  | Cilka Sadar          | Eslovênia      |           |           | DNS    |       |
| 25        | 18  | Silvia Mittermueller | Alemanha       |           |           | DNS    |       |
| 26        | 19  | Helene Olafsen       | Noruega        |           |           | DNS    |       |
| 27        | 27  | Marie-Andree Racine  | Canadá         |           |           | DNS    |       |

### Final
A final ocorreu em  22 de janeiro.
| Colocação         | Bib | Nome               | Nacionalidade  | Descida 1 | Descida 2 | Melhor | Notas |
| ----------------- | --- | ------------------ | -------------- | --------- | --------- | ------ | ----- |
| Medalha de ouro   | 12  | Enni Rukajärvi     | Finlândia      | 26.6      | 28.2      | 28.2   |       |
| Medalha de prata  | 1   | Šárka Pančochová   | Chéquia        | 23.2      | 25.2      | 25.2   |       |
| Medalha de bronze | 3   | Shelly Gotlieb     | Nova Zelândia  | 21.6      | 5.8       | 21.6   |       |
| 4                 | 23  | Merika Enne        | Finlândia      | 20.5      | 8.9       | 20.5   |       |
| 5                 | 6   | Allyson Carroll    | Estados Unidos | 12.6      | 18.5      | 18.5   |       |
| 6                 | 20  | Saana Pehkonen     | Finlândia      | 8.1       | 16.2      | 16.2   |       |
| 7                 | 16  | Stefi Luxton       | Nova Zelândia  | 14.9      | 12.5      | 14.9   |       |
| 8                 | 4   | Klaudia Medlova    | Eslováquia     | 13.0      | 5.3       | 13.0   |       |
| 9                 | 25  | Charlotte Van Gils | Países Baixos  | 8.7       | 12.1      | 12.1   |       |

Legenda
| Recorde mundial       | Recorde mundial (World record)               |                       | Recorde africano                      | Recorde africano (African) |                                           | Q | Classificado por posição (Qualified) |
| Recorde do campeonato | Recorde do campeonato (Championship record)  | Recorde da América    | Recorde da América (Americas)         | q                          | Classificado por melhor tempo (Qualified) |   |                                      |
| Melhor marca do ano   | Melhor marca do ano (World leading)          | Recorde asiático      | Recorde asiático (Asian)              | DNS                        | Não largou (Did not start)                |   |                                      |
| Recorde nacional      | Recorde nacional (National record)           | Recorde europeu       | Recorde europeu (European)            | DNF                        | Não terminou (Did not finish)             |   |                                      |
| Recorde pessoal       | Recorde pessoal do atleta (Personal best)    | Recorde da Oceania    | Recorde da Oceania (Oceania)          | DSQ / DQ                   | Desclassificado (Disqualified)            |   |                                      |
| Recorde da temporada  | Recorde da temporada do atleta (Season best) | Recorde sul-americano | Recorde sul-americano (South America) | NM                         | Sem marca (No mark)                       |   |                                      |